# Sila María González
Sila María González (3 de mayo de 1965 en Puerto Rico) es una abogada y política que entre los años 2001 y 2005 fungió como primera dama del Estado Libre Asociado de Puerto Rico bajo el mandato de su madre, la entonces Gobernadora Sila María Calderón. El 2 de enero de 2005 juró como Senadora ante la Decimoquinta Asamblea Legislativa de Puerto Rico. Es Miembro del Partido Popular Democrático de Puerto Rico.
El 1 de junio de 2007 anunció que no buscaría una nueva nominación al Senado de Puerto Rico en las elecciones generales de noviembre de 2008, pero a finales del mes de julio radicó la candidatura a la reelección.
- Datos: Q9077281